# نركون يالداشوزيفا

نركون يالداشوزيفا هي إحدى أولى الراقصات في أوزباكستان اللاتي قدمن عروضًا دون الحجاب الإسلامي التقليدي المتعارف عليه في هذه المنطقة بذلك الوقت. وُلدت نركون عام 1913 في مدينة مرغلان بإقليم فِرغانة، ولقيت مصرعها على يد أخيها تنفيذًا لتقليد جرائم الشرف عام 1929.